# Zadná Bašta
Zadná Bašta patří k nejvýraznějším skalním věžím v hřebeni Bašt, oddělujícím Mlynickou dolinu od Mengusovské doliny. Až 500 m vysoká východní stěna je členěna pilíři a z dálky vidět charakteristické bílé výlomy v jejím středu.
Je horolezecky nejzajímavější stěnou hřebene Bašt.

## Topografie
Má tři vrcholy – severní, prostřední a nejvyšší jižní. Odděleny jsou Zadnou a Prednou Baštovou štrbinou. Od Malé Capí věže ji dělí Vyšné Baštové sedlo, od Zlatinské veže zase Diablovo sedlo. Západními srázy spadá do Mlynické doliny, ty jsou podstatně přístupnější (I–II), než 300–500metrová východní stěna nad Mengusovskou dolinou.

## Několik horolezeckých výstupů
- 1905 První výstup přes Vyšné Baštové sedlo Z. Klemensiewicz a J. Maślanka, II. Sestoupili přes Diablovo sedlo.
- 1914 První zimní výstup A. Grósz a Z. Neupauer, přes Diablovo sedlo, I
- 1920 První výstup východní stěnou A. Grósz a Szász, IV[1]
- 1934 Prvovýstup pravým pilířem východní stěny Z. Dabrowski a Š. Zamkovský, IV–V.
- 1948 Prvovýstup prostřední vyhloubeninou přes bílý výlom, J. Andráši a A. Puškáš, VI A1.

## Galerie

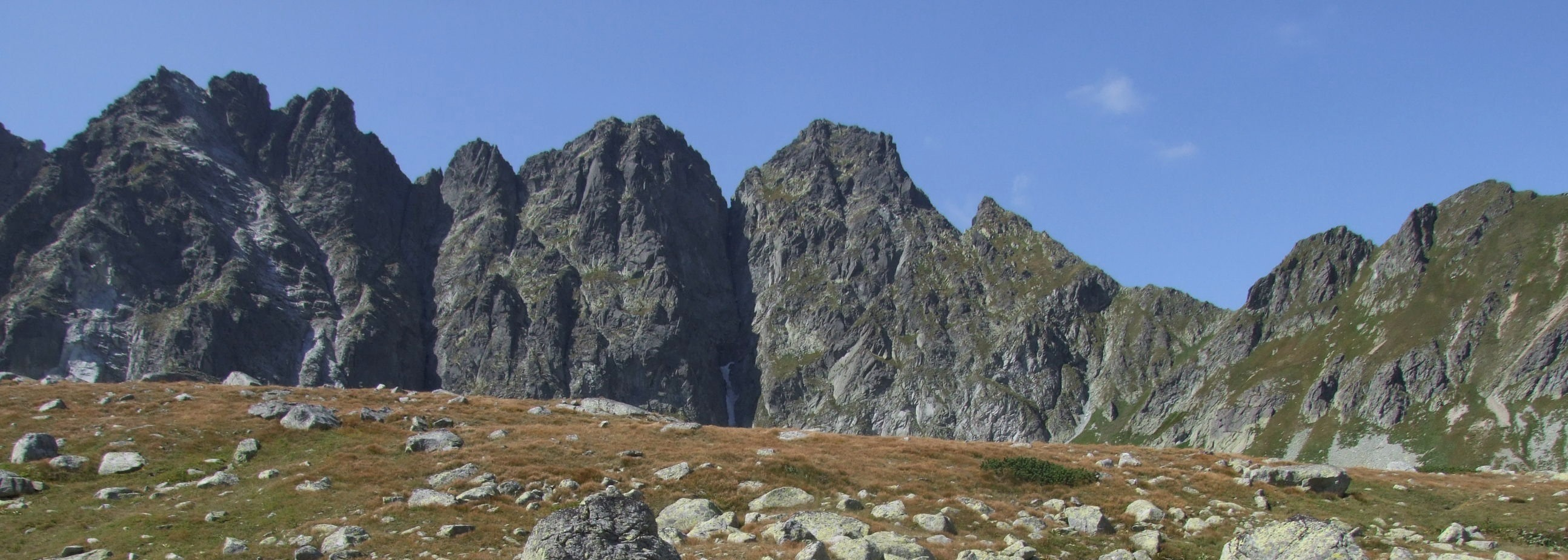
Zleva tři vrcholy Zadné Bašty, Malá a Veľká Capia veža, Hlinská veža …
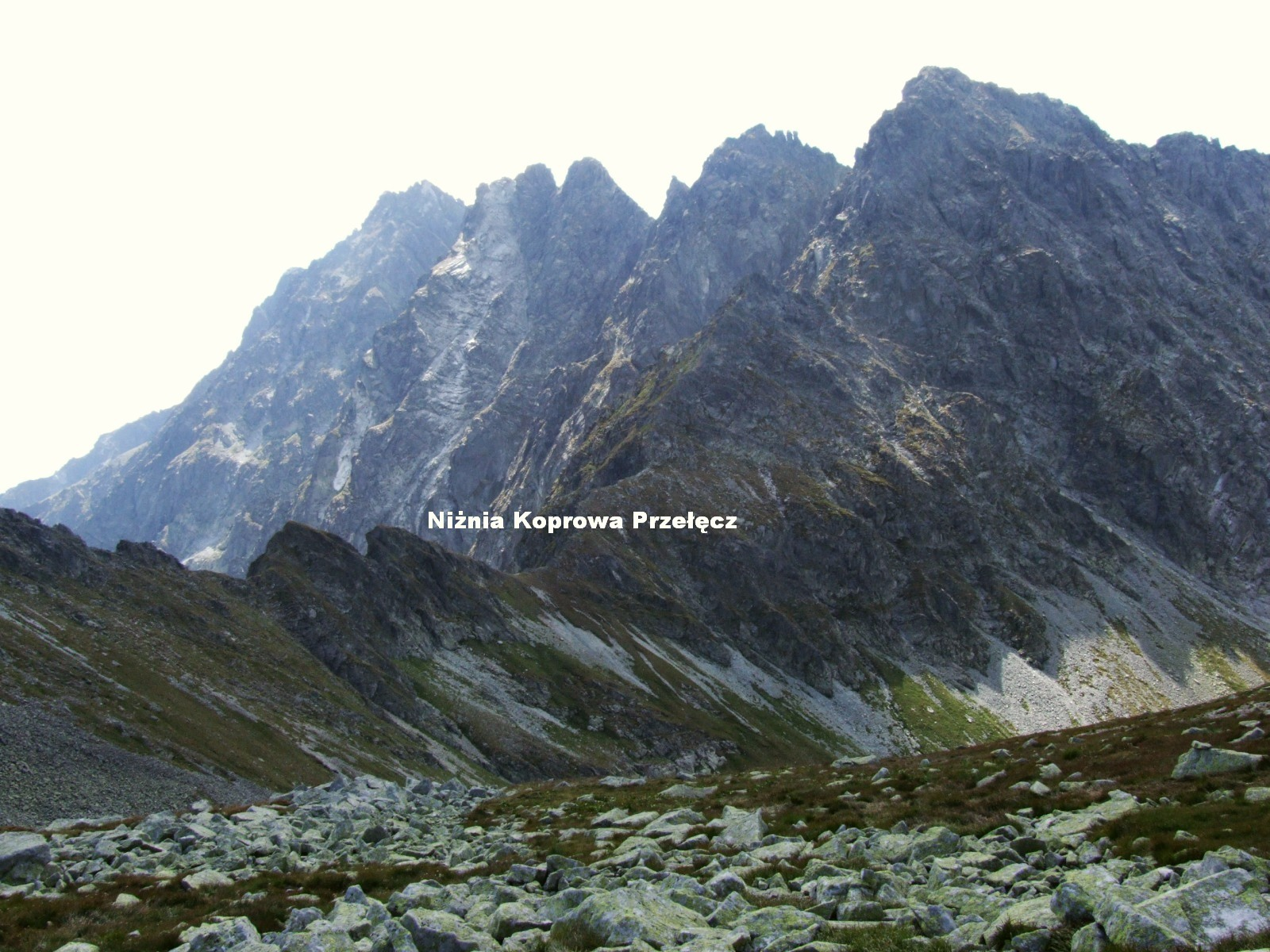
Zleva Satan, Zadná Bašta s bílým výlomem, Capia a Hlinská veža.
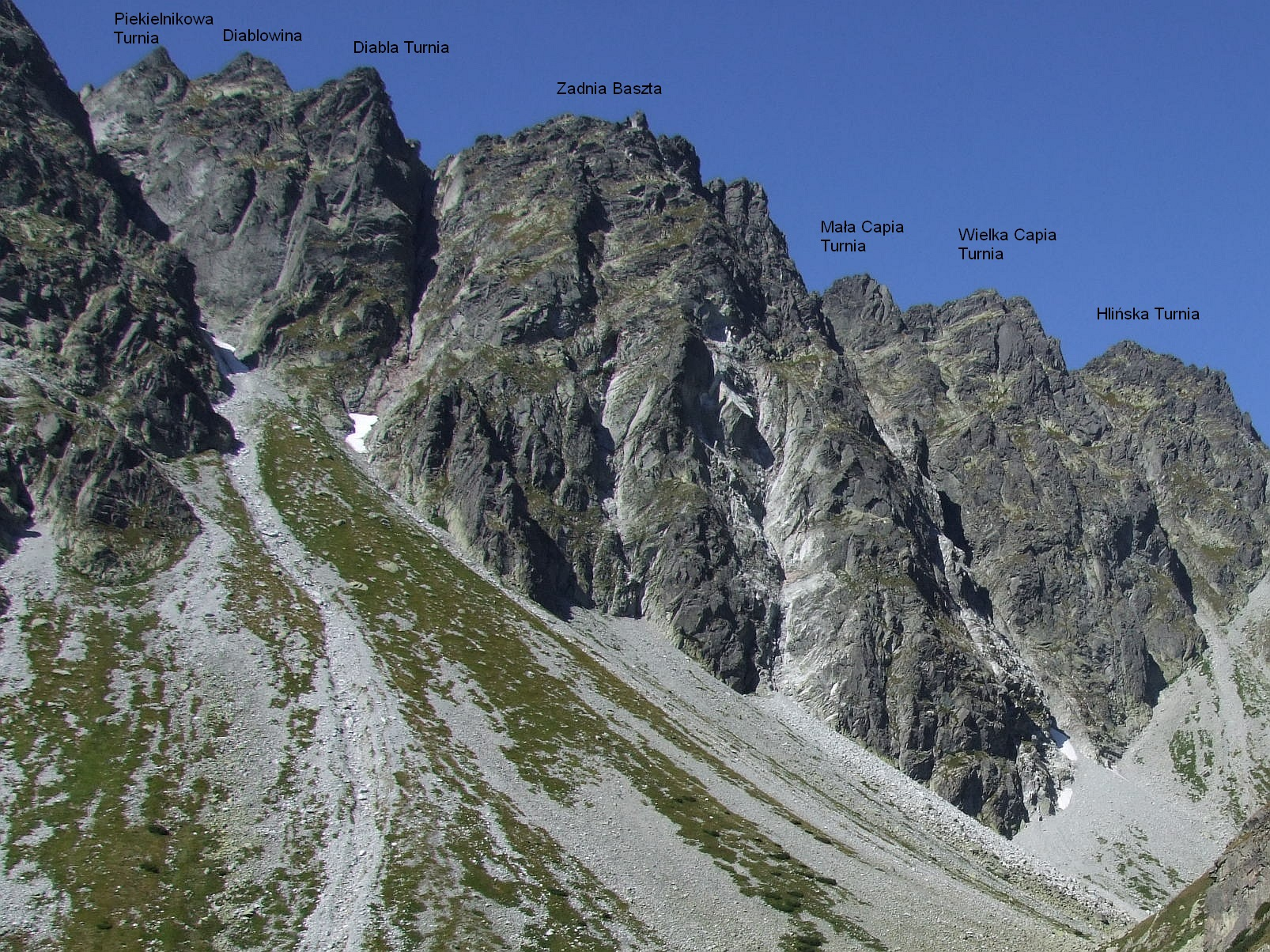
Zadná Bašta nejmohutnější uprostřed, polské popisy.